# 佐橋佳富
佐橋 佳富（さはし よしとみ、安永5年（1776年） - 没年不明）は、江戸時代末期（幕末）の旗本。通称は万蔵、市左衛門。官位は従五位下長門守、遠江守。京都西町奉行、勘定奉行を務めた。室は松平信行の娘。

## 来歴
佐橋佳豊の子として生まれ、伯父の佳如（よしゆき）の養子となる。文化14年（1817年）1月11日、西丸書院番より使番に移り、文政11年（1828年）11月17日に西丸目付、文政12年（1829年）4月28日に本丸目付となる。天保6年（1835年）6月8日より京都西町奉行に就任し、大塩平八郎の乱の残党取り締まり、地元京都以外の産地の織物類の直買を禁止した。天保11年（1840年）4月8日、勘定奉行となり、天保12年（1841年）5月3日からは道中奉行を兼任した。天保13年（1842年）2月7日に作事奉行、天保14年（1843年）5月10日に西丸留守居となるが、同年12月28日に役を免じられた。